# Sirikit Kitiyakara
Sirikit, właśc. Somdet Phra Nang Chao Sirikit Phra Borommarachininat, urodzona jako Sirikit Kitiyakara (ur. 12 sierpnia 1932 w Bangkoku) – królowa Tajlandii, żona króla Bhumibola Adulyadeja, który poślubił ją 28 kwietnia 1950. Córka Nakkhatry Mangkala Kitiyakary.
W dniu jej urodzin w Tajlandii jest obchodzony od 1976 roku Dzień Matki (wcześniej 15 kwietnia).